# القرم في العصر الروماني

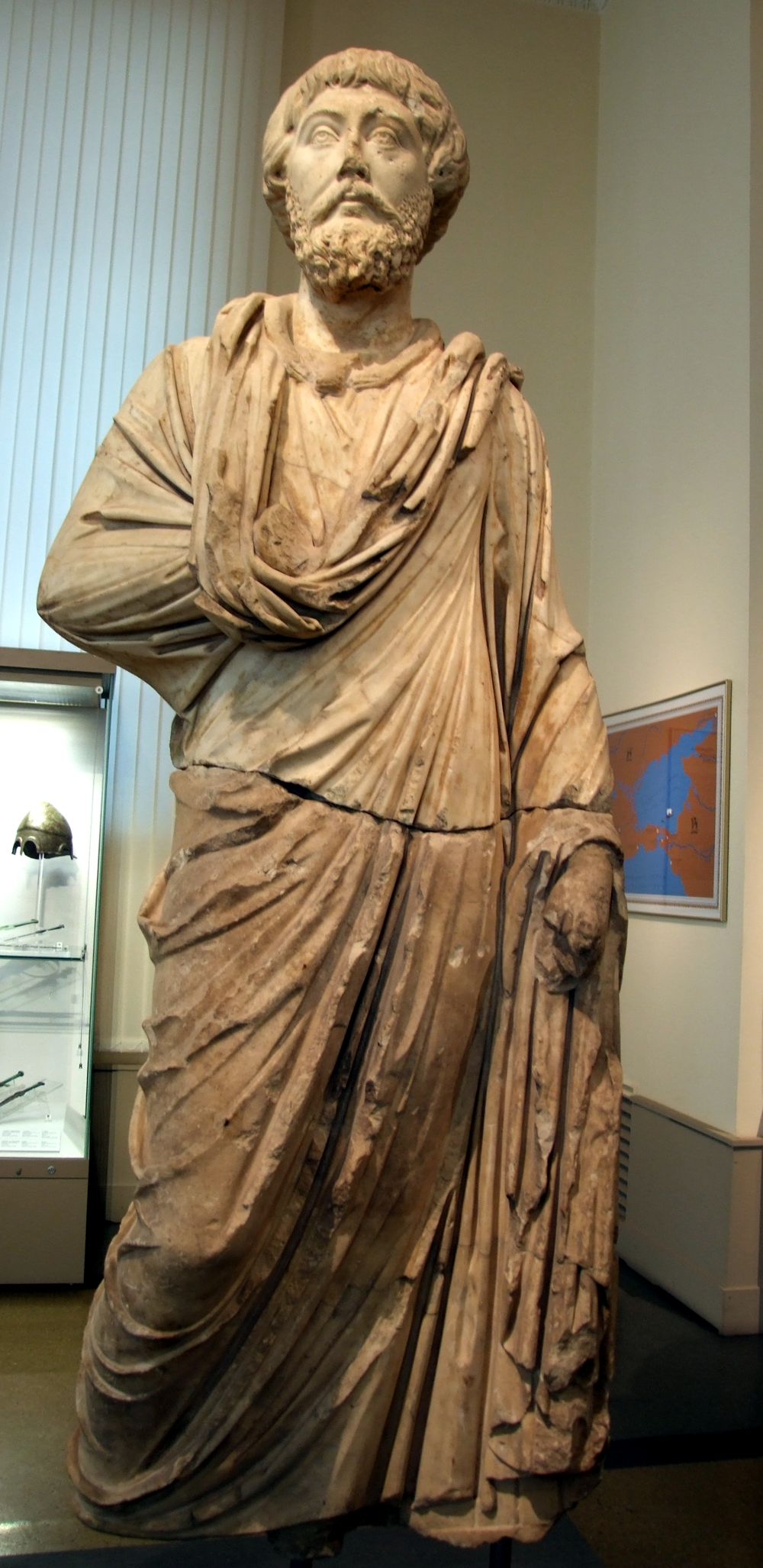

كانت شبه جزيرة القرم (المعروفة في ذلك الوقت باسم توريكا) خاضعة للسيطرة الجزئية للإمبراطورية الرومانية خلال الفترة بين عامي 47 قبل الميلاد حتى 340 بعد الميلاد. تزامن خضوع الإقليم للرومانيين غالبًا مع وجود مملكة بوسبوران (رغم أنها تحت حكم نيرون، منذ عام 62 حتى 68 بعد الميلاد، كانت تابعةً لمحافظة مويسيا السفلى الرومانية لفترة وجيزة). خسرت روما نفوذها في توريكا في منتصف القرن الثالث بعد الميلاد، وذلك عندما سقطت أجزاء كبيرة من شبه الجزيرة في يد القوط، لكن المملكة استمرت اسميًا على الأقل حتى عام 340 ميلادي. استعادت بيزنطة، الامتداد الشرقي للإمبراطورية الرومانية، السيطرة على القرم تحت حكم جاستينيان الأول. سيطر الإغريق البيزنطيون على أجزاء من شبه الجزيرة في أواخر العصور الوسطى.

## الإمبراطورية الرومانية
بدأت روما السيطرة على شبه جزيرة القرم (كانت تُسمى آنذاك توريكا) في القرن الأول قبل الميلاد. كانت المنطقة الأولى لتغلغلهم بشكل رئيسي في القرم الشرقي (مملكة بوسبوران) وفي مدينة تاوريس خيرسون اليونانية الغربية. كان الداخل يخضع اسميًا فقط للحكم الروماني.
كانت القرم تُعرف في العصور القديمة باسم «توريكا تاوريس خيرسون»، مستوحاةً من التوريين، الذين كانوا من نسل الكيميريين. استقر العديد من المستعمرين اليونانيين في توريكا: كانت مستعمرتهم الأكثر شهرةً هي تاوريس خيرسون. قبلت مملكة بوسبوران في عام 114 قبل الميلاد سيادة ميثراداتس السادس، ملك البطنس، لتكون بمثابة حماية من قبائل السكوثيين. كانت القرم تحت سيطرة روما على مدى خمسة قرون، وذلك بعد هزيمة ميثادراس على يد بومبي الروماني.
كانت المستوطنة الرومانية الرئيسية هي كاراكس، وهي عبارة عن كاسترا (معسكر روماني) بُني في نحو 60-65، وكان القاعدة الرومانية البحرية الرئيسية في تاوريس خيرسون. عندما وصل الرومانيون إلى توريكا، أقاموا معسكرهم وبنوا حصنًا ومعبدًا للإله جوبيتير دوليشينيوس على ساحل ميناء بلقلاوة، ثم أطلقوا عليه اسم سيمبولون ليمين.
أسس تيبيريوس يوليوس أسبورغوس (8 ق.م- 38) سلالةً من الملوك البوسبوريين استمرت مع بعض الانقطاعات حتى عام 341. كان يطلق عليه في البداية اسم أسبورغوس، ثم اعتمد الأسماء الرومانية «تيبيريوس يوليوس» لأنه حصل على المواطنة الرومانية وحصل على رعاية إمبراطورين رومانيين هما، أغسطس وتيبيريوس. اعتمد جميع الملوك الرومانيون اللاحقون هذين الاسمين الرومانيين يتبعهما اسم ثالث، وكان أغلبهم من أصل بنطسي، أو تراقي أو سارماتي. سك ملوك بوسبوران العملات المعدنية طوال فترة المملكة، والتي تضمنت ستاتير ذهبية تحمل صورًا لكل من الأباطرة الرومان. في عام 67، جهز الإمبراطور نيرون بعثةً عسكرية لتغزو، لصالح روما، جميع الشواطئ الشمالية للبحر الأسود من القوقاز إلى ما يسمى حاليًا برومانيا ومولدوفا وأوكرانيا، لكن المشروع توقف بسبب وفاته. لهذا السبب من المحتمل أنه وضع توريكا تحت الحكم الروماني المباشر وأسس المعسكر الروماني كاراكس (كاسترا). وسّع محافظة مويسيا السفلى الرومانية إلى تيراس، وأولبيا وتوريكا (شبه جزيرة القرم).

عاشت توريكا فترة ذهبية نسبية تحت السيادة الرومانية خلال القرن الثاني الميلادي، مع ازدهار تجارة ضخمة للقمح، والملابس، والنبيذ والعبيد.
كانت المدن التجارية المزدهرة (في توريكا)، التي تحتاج دائمًا إلى حماية عسكرية وسط تدفق الشعوب البربرية، بمثابة مواقع متقدمة للجيش الرئيسي... (خلال ذلك القرن) كانت القوات الرومانية متمركزة في شبه الجزيرة، ربما كتيبة من الاسطول البنطسي، وبالتأكيد سرية من الجيش المويسيني، (حاميات أخرى في بانتيكابيوم تاوريس خيرسون)؛ أظهر وجودهم حتى بأعداد صغيرة للبرابرة أن الفيلق المخيف كان السبب بذلك (بوسبوران).
غزا القوط المنطقة مؤقتًا في عام 250. كان آخر ملوك الإمبراطورية الرومانية في توريكا هو تيبيريوس يوليوس ريسكوبوريس الرابع، الذي توفي في عام 342. على ما يبدو أن ريسكوبوريس سك العملات في وقت متأخر من عام 341، مما يشير إلى وجود مدى محدد من السيطرة السياسية على بقايا المملكة في هذه المرحلة. مُسحت بقايا مملكة بوسبوران في نهاية المطاف مع غزو الهون في عام 375/376.